# 忐忑難安的嫣紅
「忐忑難安的嫣紅」（胸さわぎスカーレット）是日本的女子偶像組合Berryz工房的第12張单曲。2006年12月6日由PICCOLO TOWN发售。

## 概要
- 此單曲只有「CD ONLY」1個版本。
- 在12月18日於公信榜單曲週排行榜取得第12位。

## 收錄内容

### CD
1. 忐忑難安的嫣紅
（作詞・作曲：淳君 編曲：湯浅公一）
2. 想見你 但是...（あいたいけど...）
（作詞・作曲：淳君 編曲：高橋諭一）
3. 忐忑難安的嫣紅（Instrumental）